# Bymarksvej (Ærøskøbing)
 Bymarksvej  er en tosporet omfartsvej, der går syd om Ærøskøbing. 
Vejen er med til at lede trafikken syd om Ærøskøbings gamle bymidte, så den gamle by ikke bliver belastet af for meget gennemkørende trafik til færgen mod Svendborg.
Vejen forbinder Smedevejen i øst med Vestre Alle i vest.
Fra Smedevejen er der forbindelse til Ærøskøbings gamle by og Marstal, og fra Vestre Alle er der forbindelse til Ærøskøbing Færgehavn, hvor der er forbindelse med færge til Svendborg.